# チェンナイ・スーパーキングス
チェンナイ・スーパーキングス（英: Chennai Super Kings、略称：CSK）は、インディアン・プレミアリーグ（IPL）所属のプロクリケットチーム。本拠地はインドのタミル・ナードゥ州チェンナイ。

## 概要
2008年に創立。IPLでは通算5度の優勝を誇る。ホームスタジアムはM. A. チダンバラム・スタジアム。収容人数は50,000。

## 所属選手
- マヘンドラ・シン・ドーニ　2008–2015; 2018-
- スレシュ・ライナ　2008–2015; 2018–
- ハルバジャン・シン　2018-

## 成績

### IPL
- 2008年 - 準優勝　　　　　　　（2位）
- 2009年 - プレーオフ敗退　　　（3位）
- 2010年 - 優勝　　　　　　　　（1位）
- 2011年 - 優勝　　　　　　　　（1位）
- 2012年 - 準優勝　　　　　　　（2位）
- 2013年 - 準優勝　　　　　　　（2位）
- 2014年 - プレーオフ敗退　　　（3位）
- 2015年 - 準優勝　　　　　　　（2位）
- 2016年 - 出場停止
- 2017年 - 出場停止
- 2018年 - 優勝　　　　　　　　（1位）
- 2019年 - 準優勝　　　　　　　（2位）
- 2020年 - リーグステージ敗退　（7位）
- 2021年 - 優勝　　　　　　　　（1位）
- 2022年 - リーグステージ敗退　（9位）
- 2023年 - 優勝　　　　　　　　（1位）